# Ronin (film)

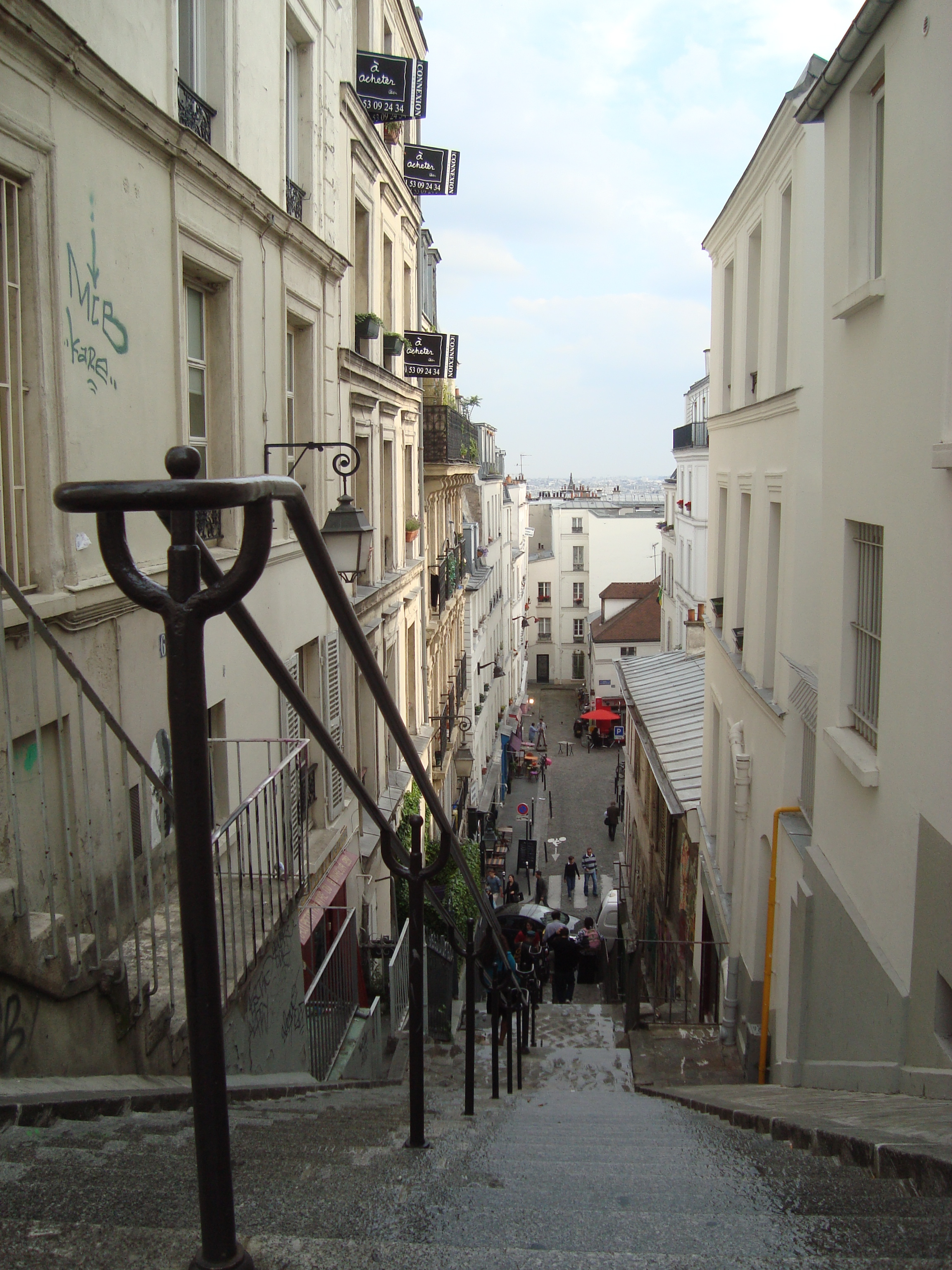
Drevetgatan i det 18:e arrondissementet i Paris användes för öppningsscenen av filmen.

Ronin är en amerikansk långfilm från 1998 i regi av John Frankenheimer.

## Handling
En grupp före detta agenter från olika säkerhetstjänster samlas i Paris. Nu ska de samarbeta för att stjäla en mystisk väska.

## Om filmens namn
Ronin är japanska för en samuraj som inte längre har en herre över sig.

## Skådespelare
- Robert De Niro
- Jean Reno
- Stellan Skarsgård
- Sean Bean
- Natascha McElhone